# Tejo (spel)

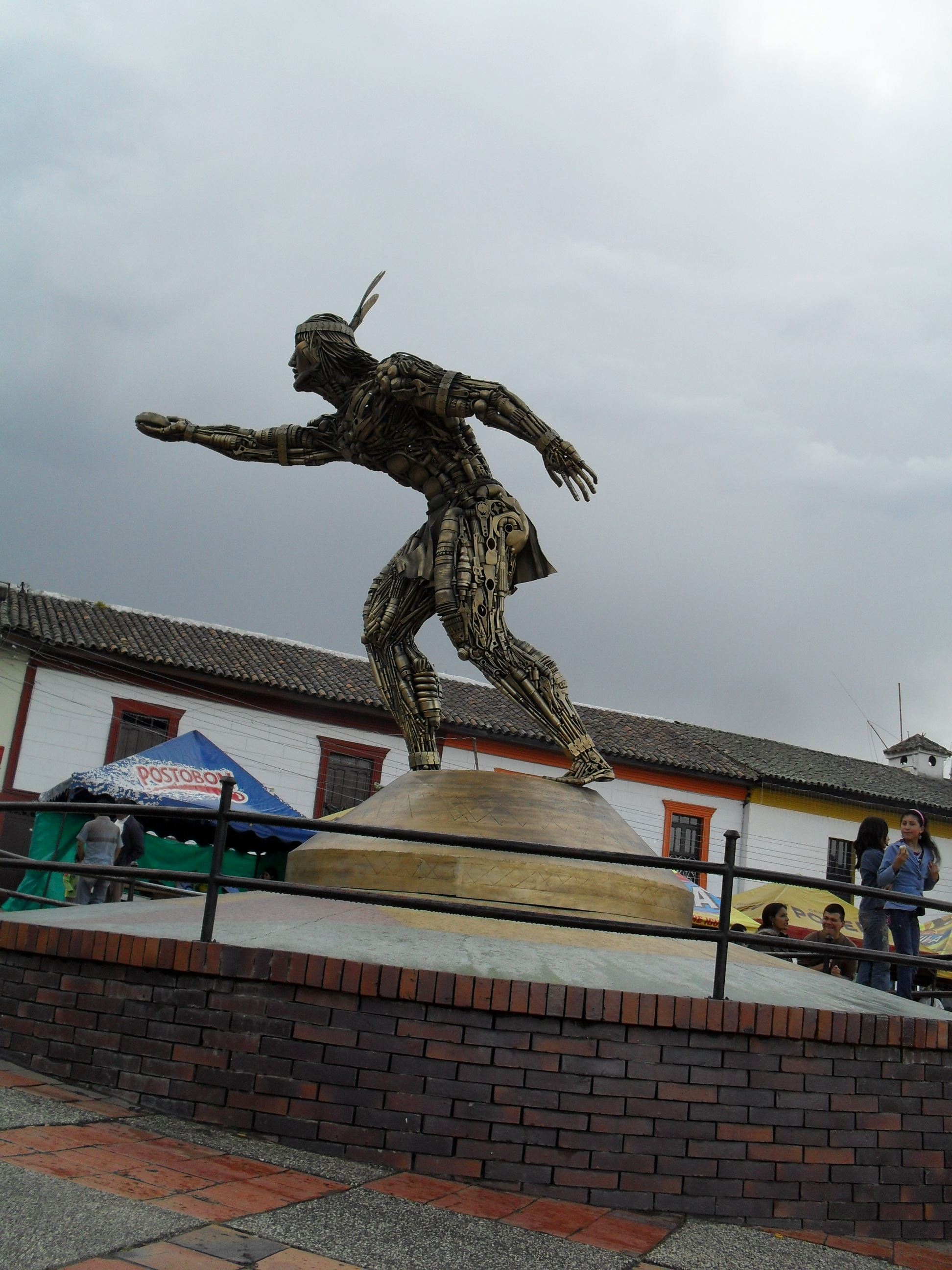
Standbeeld in Turmequé, Colombia, ter ere van het spel tejo

Tejo is een precisiesport uit Colombia. De oorsprong van het spel ligt in de precolumbiaanse cultuur van de Muisca, een volk dat de hoogvlakten van de huidige Colombiaanse departementen Cundinamarca en Boyacá bewoonde. De naam voor tejo in de Chibcha-taal van de oorspronkelijke bewoners van centraal-Colombia is turmequé.

## Opzet
De bedoeling is om een metalen schijf (de Muisca gebruikten een schijf van goud; zepguagoscua) van 680 gram over een lengte van 15,5 meter te gooien en op een schijf met een kleine explosieve lading te laten landen. De sport wordt individueel gespeeld en de eerste die 27 punten behaalt is de winnaar.
De volgende punten kunnen worden gemaakt:
- Mano - 1 punt voor de dichtstbijzijnde schijf (tejo) bij het doel (bocín)
- Mecha - 3 punten voor de speler die de explosieve lading weet te raken
- Embocinada - 6 punten voor de speler die precies in het midden van de bocín weet te gooien
- Moñona - 9 punten voor de speler die zowel de bocín weet te raken als de explosieve lading weet te activeren

## Kampioenen
De nationale kampioen tejo van Colombia (2015) is Willian Ángel Castilla. De internationale kampioen van Zuid-Amerika (2013) is José Vicente Reyes. Beide heren komen uit het departement Meta.

## Tejo in Nederland
Sinds november 2019 is Tejo ook te spelen in Nederland, in Utrecht bij The Team Building. Het is feestelijk geopend met veel support van de Colombiaanse community door de Consul van Colombia.

## Afbeeldingen

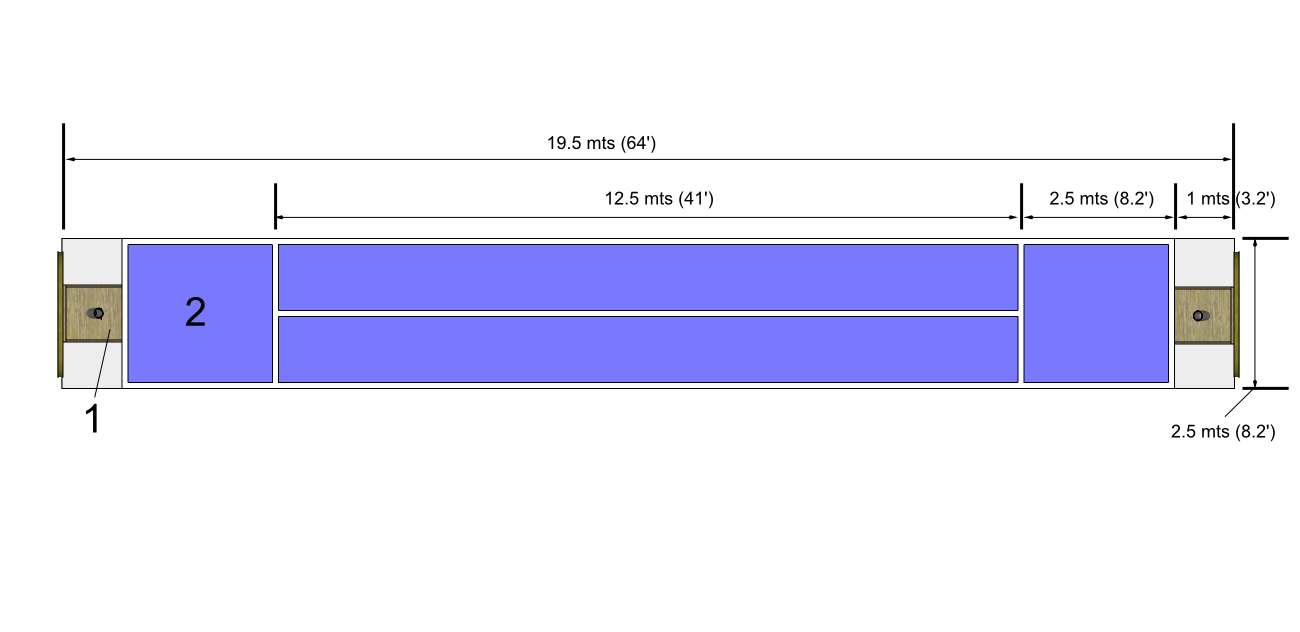
Afmetingen van een tejobaan
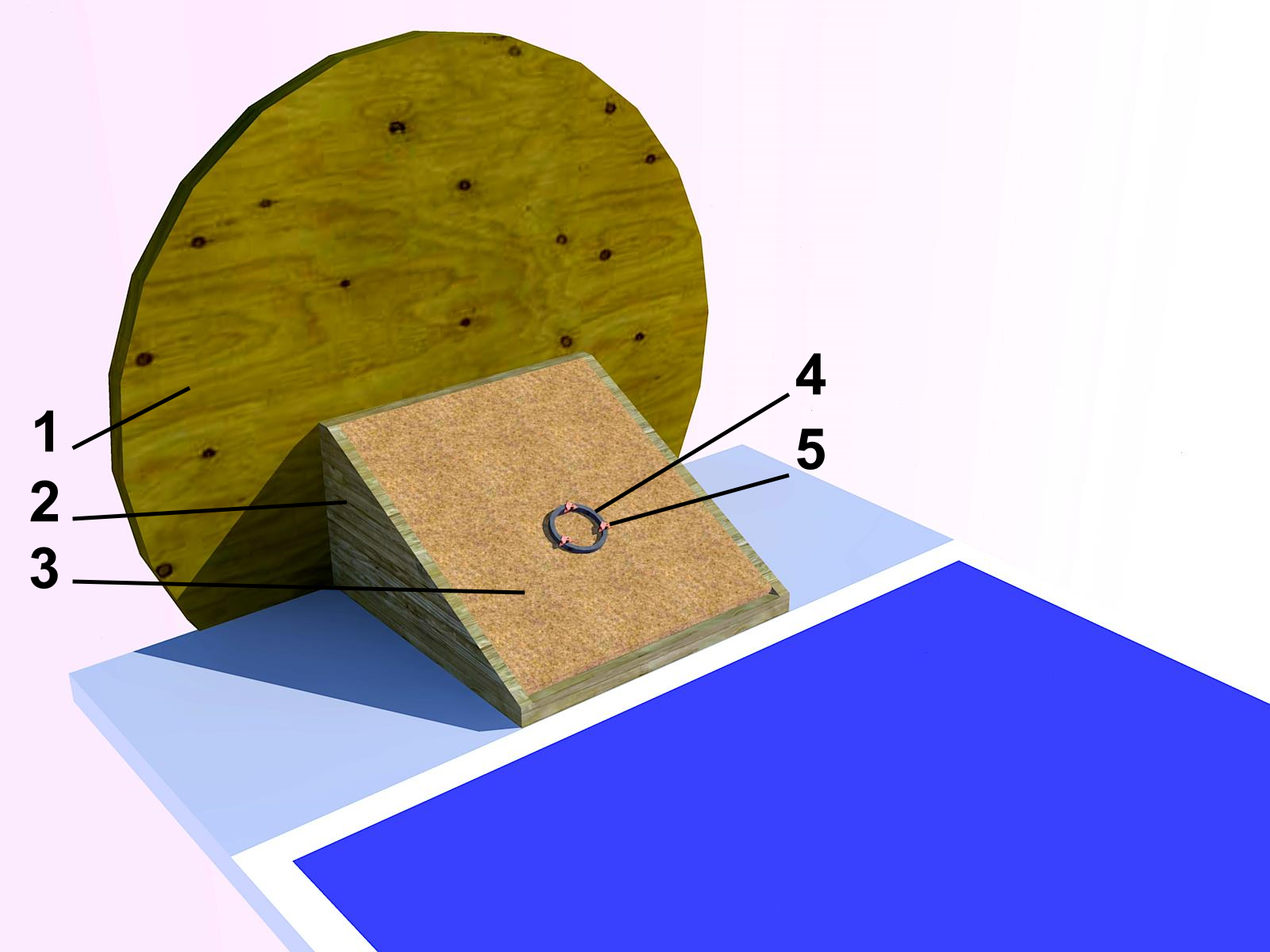
Doel van de tejobaan
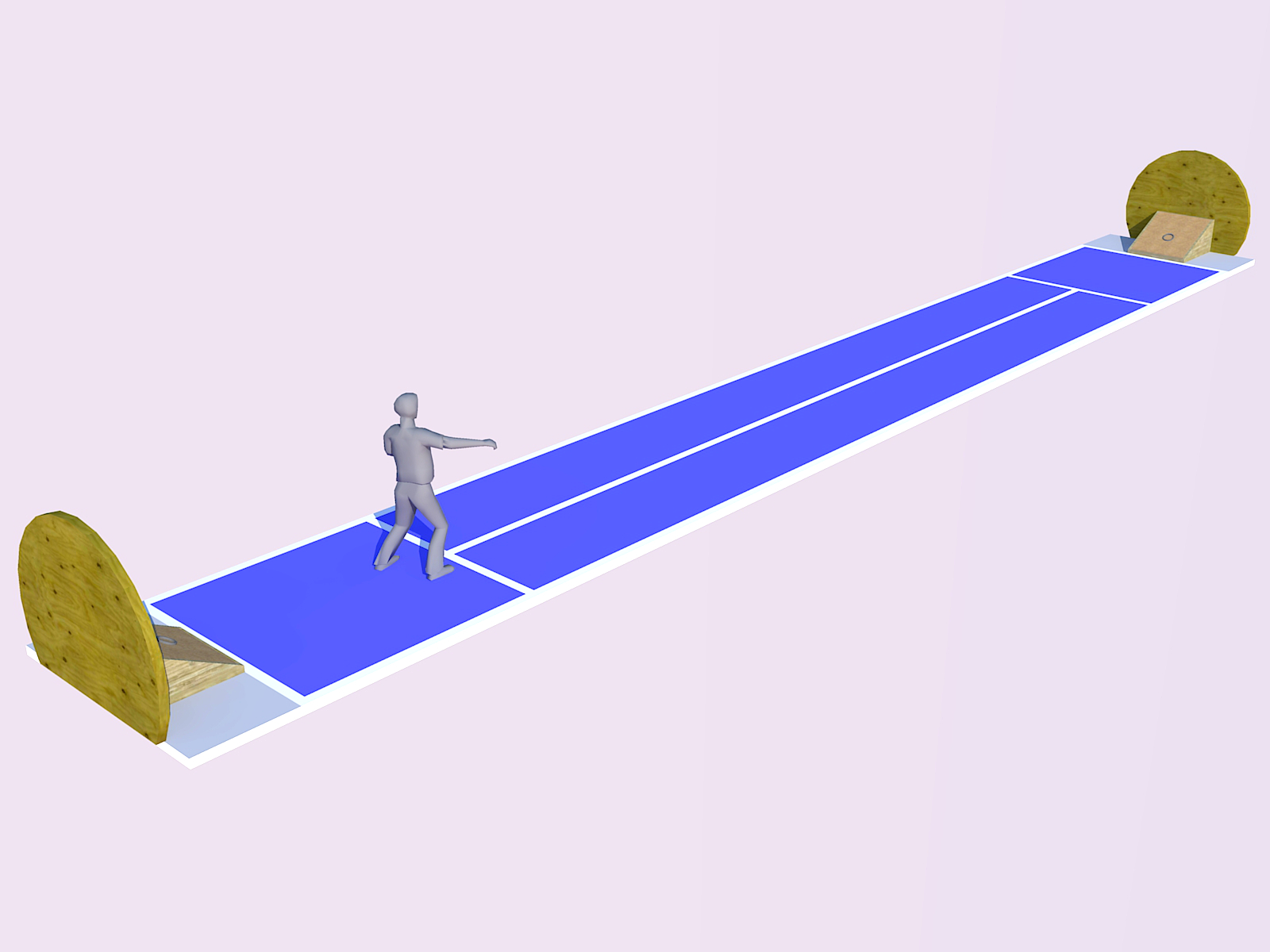
Volledige baan
- Video van een spel tejo, gespeeld in Chili